# Bóng mềm tại Thế vận hội Mùa hè 2008
Giải bóng mềm tại Thế vận hội Mùa hè 2008 diễn ra từ ngày 12 đến ngày 21 tháng 8 năm 2008 tại Trung tâm thể dục thể thao Phong Đài. Bóng mềm Thế vận hội là môn thi đấu chỉ dành cho nữ, với nam thì thi đấu trong môn thể thao tương tự là bóng chày.
Ủy ban Olympic Quốc tế (IOC) đã bỏ phiếu loại bỏ môn bóng chày khỏi chương trình thi đấu tại Thế vận hội Mùa hè 2012. Cùng với bóng chày, bóng mềm đã bị từ chối đưa vào Thế vận hội Mùa hè 2016 tại cuộc họp của IOC vào tháng 10 năm 2009. Tuy nhiên, sau một cuộc bỏ phiếu của IOC năm 2016, bóng mềm đã được đưa vào Thế vận hội Mùa hè 2020.

## Kết quả
| Vàng | Bạc | Đồng |
| Nhật Bản (JPN) · Naho Emoto · Motoko Fujimoto · Megu Hirose · Emi Inui · Sachiko Ito · Ayumi Karino · Satoko Mabuchi · Yukiyo Mine · Masumi Mishina · Rei Nishiyama · Hiroko Sakai · Rie Sato · Mika Someya · Yukiko Ueno · Eri Yamada | Hoa Kỳ (USA) · Monica Abbott · Stacey Nuveman · Crystl Bustos · Jennie Finch · Laura Berg · Lauren Lappin · Lovieanne Jung · Cat Osterman · Tairia Flowers · Andrea Duran · Jessica Mendoza · Victoria Galindo · Kelly Kretschman · Caitlin Lowe · Natasha Watley | Úc (AUS) · Jodie Bowering · Kylie Cronk · Kelly Hardie · Tanya Harding · Sandy Lewis · Simmone Morrow · Tracey Mosley · Stacey Porter · Melanie Roche · Justine Smethurst · Danielle Stewart · Natalie Titcume · Natalie Ward · Belinda Wright · Kerry Wyborn |